# Bobures
Bobures é uma cidade venezuelana, capital do município de Sucre (Zulia).